# SRF Nachrichten
SRF Nachrichten ist die Bezeichnung für die Radionachrichten auf allen Kanälen des öffentlichen Senders Schweizer Radio und Fernsehen. Das Programm besteht aus halbstündlichen Bulletins, die üblicherweise zwischen drei und vier Minuten dauern. Mehrmals täglich werden auch längere Ausgaben gesendet. Die SRF-Nachrichten bilden zusammen mit der Fernseh-Tagesschau die Grundpfeiler des Nachrichtenangebots von SRF.
Die Sendungen fassen die Nachrichtenlage in den Bereichen Inland, Ausland, Wirtschaft und Sport zusammen. Dabei sollen lediglich Fakten vermittelt werden. Die SRF-Radionachrichten unterscheiden sich damit deutlich von den SRF-Fernsehnachrichten, die mehr Gewicht auf Analysen, Einschätzungen und Kommentare legen. Im Radio erfüllen diese Funktion das Rendez-vous (Mittag) und das Echo der Zeit (Abend).

## Geschichte
Die SRG und die regionalen Radiosender durften von 1931 bis 1971 ihre Nachrichteninhalte nur von der Schweizerischen Depeschenagentur (SDA) beziehen. Dies war so geregelt, um die Printmedien vor der Konkurrenz des Hörfunks zu schützen.
Die SRG strahlte bis zum Beginn des Zweiten Weltkriegs täglich nur zwei Nachrichtenbulletins aus, ab 1939 dann vier. Die Sendungen wurden vollumfänglich von der SDA produziert.
Ab 1966 begann die SRG mit dem Aufbau einer eigenen Informationsabteilung und ergänzte die vier SDA-Bulletins mit eigenen, stündlichen Sendungen. Doch erst 1971 konnte sich die SRG ganz von der SDA lösen. Seither ist die SRG selber verantwortlich für die Inhalte der Radionachrichten, welche fortan im Radiostudio Bern von SRF produziert wurden.
Am 1. Dezember 2021 wurde die Nachrichtenredaktion nach 57 Jahren von Bern nach Zürich-Leutschenbach verlegt.

## Derzeitige Ausgaben
Heute werden die SRF-Nachrichten an sieben Tagen die Woche rund um die Uhr ausgestrahlt. Zu jeder vollen und halben Stunde findet auf mindestens einem Kanal von Schweizer Radio und Fernsehen eine Sendung statt. Halbstündlich laufen die SRF-Nachrichten auf Radio SRF 4 News, dem Nachrichtensender von Schweizer Radio und Fernsehen, der via DAB gesendet wird.
Radio SRF 1, 2 Kultur, 3, Virus und die Musikwelle bringen in der Regel ein Bulletin zur vollen Stunde. Es gibt aber auch Ausnahmen, etwa morgens (Halbstundentakt auf allen Sendern) oder nachts (SRF 2 sendet dann keine Nachrichten).

## Form
Die Sendungen werden jeweils von einem einzigen Nachrichtensprecher präsentiert und monologisch vorgelesen.
Jede Sendung beginnt mit der Identifikation und Zeitansage im Format „Die Nachrichten von SRF um xx Uhr mit...“. Danach nennt der Sprecher seinen Namen. Bei längeren Ausgaben gibt es zu Beginn eine Schlagzeilen-Übersicht. Zudem sind in den Sendungen auch O-Töne aus Interviews und kurze Korrespondentenberichte eingebaut.
Am Schluss der Sendungen steht der Wetterbericht. Jede Ausgabe endet mit dem Satz „Das waren die Nachrichten von Radio SRF“. Danach nennt der Sprecher den Namen des verantwortlichen Redakteurs.

### Sprache
In den SRF-Nachrichten wird Standarddeutsch gesprochen, wobei auf die nationale Ausprägung (Schweizer Hochdeutsch) geachtet wird.

## Produktion
Die Nachrichtensendungen werden im Studio Zürich-Leutschenbach von SRF hergestellt. Jede Ausgabe wird live moderiert.
Pro Tag werden für die sechs Hörfunksender von SRF über 70 verschiedene Nachrichtenbulletins produziert. Einige Sendungen laufen dabei parallel auf mehreren Sendern. Besonders in den Hauptsendezeiten am Morgen und am frühen Abend werden für die einzelnen Sender aber spezifische Ausgaben produziert.

## Bekannte frühere Moderatoren
- Angélique Beldner
- Franz Fischlin
- Mario Grossniklaus